# نوع‌دهی آشکار
در علوم رایانه، نوع‌دهی آشکار (به انگلیسی: Manifest typing)، تعیین آشکار و صریح نوع هر متغیر اعلام شده توسط برنامه‌نویس نرم‌افزار می‌باشد.
عبارت «نوع‌دهی آشکار» همراه با عبارت «نوع‌دهی پنهان» استفاده می‌شود تا تفاوت بین عضودهی نوع زمان کامپایل ایستا در شیی، و هویت زمان اجرای آن را توصیف کند.
برای مثال: اگر متغیر X باید اعداد صحیح را ذخیره‌سازی کند، آنوقت نوع آن باید integer اعلام شود.